# 哈勒-维尔福德区
哈勒-维尔福德区（荷蘭語：Arrondissement Halle-Vilvoorde）是比利時弗拉芒大區弗拉芒布拉班特省的一個区。該區轄有35個市鎮，面積942.93平方公里，2020年1月1日人口為643415人。

## 市鎮
哈勒-维尔福德区下辖以下市鎮：
| - 阿夫利海姆（Affligem） - 阿瑟（Asse） - 贝尔瑟尔（Beersel） - 贝弗（Bever） - 迪尔贝克（Dilbeek） - 德羅亨博斯（Drogenbos） - 哈尔马登（Galmaarden） - 霍伊克（Gooik） - 赫林贝亨（Grimbergen） - 哈勒（Halle） - 海尔讷（Herne） - 胡伊拉尔特（Hoeilaart） - 坎彭豪特（Kampenhout） - 卡佩勒-奥普登博斯（Kapelle-op-den-Bos） - 克拉伊内姆（Kraainem） - 伦尼克（Lennik） - 利德凯尔克（Liedekerke） - 林克貝克（Linkebeek） | - 隆德泽尔（Londerzeel） - 马赫伦（Machelen） - 梅瑟（Meise） - 梅尔赫特姆（Merchtem） - 奥普韦克（Opwijk） - 上艾瑟（Overijse） - 佩平恩（Pepingen） - 罗斯达尔（Roosdaal） - 圣海内叙斯-罗德（Sint-Genesius-Rode） - 聖彼得斯-萊烏（Sint-Pieters-Leeuw） - 斯滕奥克泽尔（Steenokkerzeel） - 泰尔纳特（Ternat） - 维尔福德（Vilvoorde） - 韦默尔（Wemmel） - 韦曾贝克-奥珀姆（Wezembeek-Oppem） - 扎芬特姆（Zaventem） - 泽姆斯特（Zemst） |